# Asthenes arequipae
El canastero de Arequipa o canastero de alas oscuras (Asthenes arequipae), es una especie —o la subespecie Asthenes dorbignyi arequipae, dependiendo de la clasificación considerada— de ave paseriforme de la familia Furnariidae, perteneciente al género Asthenes. Es nativa de la región andina del centro oeste de Sudamérica.

## Distribución y hábitat

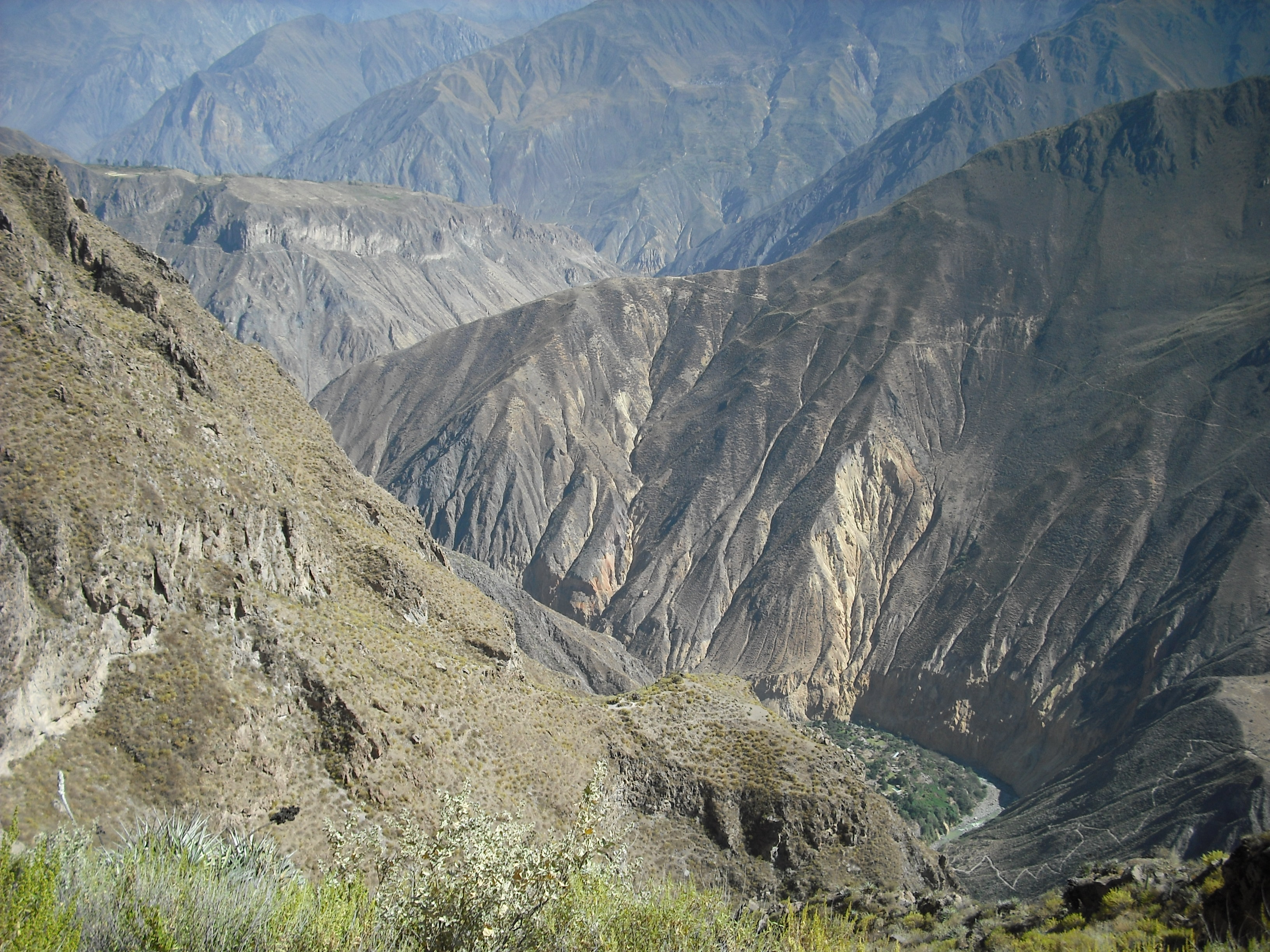
Cañón del Colca, Arequipa, Perú, ejemplo de hábitat de la especie.

Se distribuye por la pendiente occidental de los Andes del suroeste de Perú (Lima hacia el sur hasta Tacna y sur de Puno), norte de Chile (Tarapacá) y oeste de Bolivia (suroeste de La Paz, noroeste de Oruro).
Esta especie es considerada bastante común en sus hábitats naturales, que incluyen matorrales montanos áridos y bosques dominados por Polylepis. Principalmente entre los 3500 y 4800 m de altitud, en el oeste de Perú, localmente hasta los 2500 m.

## Sistemática

### Descripción original
La especie A. arequipae fue descrita por primera vez por los zoólogos británicos Philip Lutley Sclater y Osbert Salvin en 1869 bajo el nombre científico Synallaxis arequipae; su localidad tipo es: «Arequipa, Perú».

### Etimología
El nombre genérico femenino «Asthenes» deriva del término griego «ασθενης asthenēs»: insignificante; y el nombre de la especie «arequipae», se refiere a la localidad tipo, Arequipa, Perú.

### Taxonomía
La presente especie es tratada como la subespecie A. dorbignyi arequipae del canastero rojizo (Asthenes dorbignyi) por algunos autores, pero es reconocida como especie separada por el Congreso Ornitológico Internacional (IOC), Aves del Mundo (HBW) y Birdlife International (BLI) siguiendo a varios autores, como Ridgely & Tudor (2009) y Fjeldså & Krabbe (1990). Sin embargo, la Propuesta N° 27 al Comité de Clasificación de Sudamérica (SACC), proponiendo su separación se encuentra pendiente de aprobación aguardando más datos.
Las principales diferencias apuntadas por HBW para justificar la separación son: la lista superciliar y los lados de la cabeza son más apagados y grisáceos; el color rufo de las alas está muy reducido; el tamaño es mayor en general, con alas más largas; y el canto aparentemente desestructurado, con una variedad de ritmos y tonos, con unas exclusivas notas enredadas de tono bastante bajo.
Existe un taxón no descrito en Ayacucho (suroeste de Perú) de plumaje muy distintivo, pero de vocalización bastante similar a la presente que probablemente represente una subespecie o una nueva especie separada. Es monotípica.